# V-21
La V-21 és una autovia entre València (Avinguda de Catalunya) i Sagunt, i enllaça amb l'AP-7 (Autopista del Mediterrani) i l'A-23 (Autovia Mudèjar). Forma part de l'Autovia del Mediterrani.
L'ampliació, presentada per tots els partits valencians el 2015, suposa un assumpte contenciós en què l'alcalde Joan Ribó (de Compromís), en l'any 2017, es mostrà contrari. El Pla General d'Ordenació Urbanística d'aquell any protegí els cultius que envolten la ciutat de València. El setembre de 2019 començaren les obres d'ampliació enmig d'una resistència veïnal davant els enderrocs de l'Alqueria de Bayarri i del Forn de Barraca, que esdevingué un símbol de la resistència a la destrucció del patrimoni.

## Nomenclatura

Indicador

La V-21 formava part de l'autopista del Mediterrani A-7 que uneix València i Barcelona. En construir-se el by-pass o autovia de circumval·lació a València, aquesta passà a ser l'N-221 i servia d'accés a València pel nord, i actualment ha sigut reanomenada una altra vegada com V-21.

## Traçat actual
La V-21 és un itinerari molt concorregut, sobretot, pel transport de mercaderies que es dirigeix cap al Port de València i que procedeix de les comarques del nord. Inicia el seu recorregut en l'enllaç amb l'A-7, AP-7 i la V-23. Voreja Puçol i a continuació la localitat del Puig. Després discorre a poca distància de les platges del Puig, de la Pobla de Farnals i de Massalfassar. També voreja el polígon industrial del Mediterrani on enllaça amb la CV-32. A partir d'aquest moment l'autovia segueix la mateixa línia litoral, protegida de la mar per un dic de contenció fins a arribar a la platja de Meliana i Port Saplatja. La V-21 supera el barranc del Carraixet a l'altura de l'ermita dels Peixets (Alboraia) on gira a la dreta per tal d'endinsar-se a la ciutat de València per l'avinguda de Catalunya.
El 2010 es trobava en obres en el tram entre Port Saplatja i Puçol per tal d'ampliar-la en un tercer carril, obra que s'inaugurà el juliol de 2014 després de 8 anys de treballs i haver patit retallades pressupostàries.

## Recorregut
| Velocitat                    | Esquema                  | Eixida | Sentit València (descendent)     | Sentit Puçol (ascendent)             | Carretera      |
| ---------------------------- | ------------------------ | ------ | -------------------------------- | ------------------------------------ | -------------- |
| Limitació a 80               | Final d'autovia i enllaç |        |                                  | Castelló Barcelona                   | A-7 AP-7       |
| Limitació a 80               | Incorporació a autovia   | 1b     | Puçol Sagunt                     | Puçol                                | CV-300         |
| Limitació a 100              | Sortida-entrada autovia  | 1a     |                                  | Port de Sagunt Sagunt Castelló Terol | CV-300         |
| Limitació de velocitat a 120 | Sortida-entrada autovia  | 2      |                                  | Puçol                                | Camí de la Mar |
| Limitació de velocitat a 120 | Sortida-entrada autovia  | 5      | El Puig                          | El Puig                              | Camí de la Mar |
| Limitació de velocitat a 120 | Incorporació a autovia   |        |                                  |                                      |                |
| Limitació de velocitat a 120 | Sortida-entrada autovia  | 9      | Massalfassar La Pobla de Farnals | Massalfassar La Pobla de Farnals     | CV-32          |
| Limitació de velocitat a 120 | Sortida-entrada autovia  |        | Estació de servei                |                                      |                |
| Limitació a 100              | Sortida-entrada autovia  | 14     | Alboraia Almàssera               | Alboraia Almàssera                   | CV-311         |
| Limitació a 80               | Sortida-entrada autovia  | 18     | Ronda Nord Universitat           |                                      | CV-30          |
| Limitació a 50               | Túnel d'autovia          |        |                                  |                                      |                |
| Limitació a 50               | Final d'autovia          |        | Avinguda Catalunya               |                                      |                |

## Futur de la V-21
- El futur nou accés nord al Port de València arrancarà de la V-21.[5]